# Corrupción en Singapur
La corrupción en Singapur se percibe generalmente como una de las más bajas del mundo. La mayor parte de los casos son manejados por la Oficina de Investigación de Prácticas Corruptas de Singapur (CPIB), una agencia gubernamental de Singapur que investiga y procesa la corrupción en los sectores público y privado.
Según Transparencia Internacional, una abrumadora mayoría de personas en Singapur no son testigos de casos de corrupción por parte de funcionarios o instituciones públicas en su vida. Un informe de integridad de GAN indica que también hay poco o ningún riesgo de corrupción en el sistema judicial, y que nunca se han observado pagos irregulares o sobornos para obtener decisiones judiciales favorables. La independencia judicial está garantizada por la constitución y, en general, se respeta en la práctica. Además, la corrupción también es casi inexistente en los sectores públicos, como las juntas estatutarias del gobierno, especialmente en lo que respecta a las aduanas, la policía, las administraciones de tierras y tributarias.
El Índice Anticorrupción de Defensa del Gobierno también indica que Singapur se encuentra en el bajo riesgo de sus categorías de corrupción, lo que lo convierte en el primero de la liga entre los Estados miembros de la ASEAN y uno de los países con mayor puntuación en la región de Asia y el Pacífico. A partir de 2021, Singapur está clasificado como el tercer país menos corrupto del mundo y ha sido clasificado sistemáticamente como el más transparente de Asia durante más de una década.